# Joseph McGee

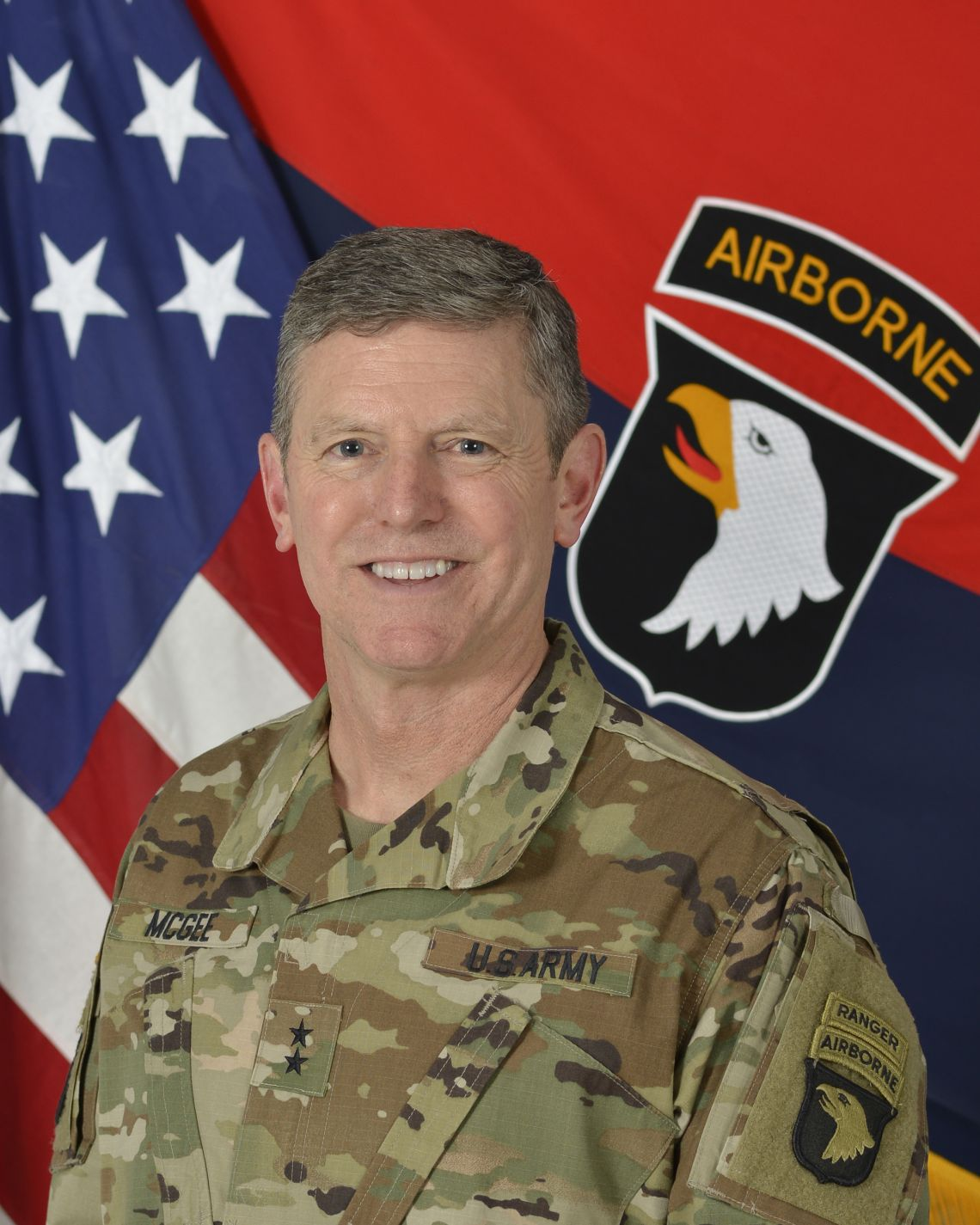
Joseph McGee, 2021

Joseph Patrick „JP“ McGee (* um 1968) ist ein Generalmajor der United States Army. Er wuchs in Atherton im San Mateo County in Kalifornien auf.

## Leben
Nach Besuch der High School durchlief McGee in den Jahren 1986 bis 1990 die United States Military Academy in West Point. Nach seinem Abschluss wurde er als Leutnant der Infanterie zugeteilt.
Im Lauf seiner militärischen Karriere absolvierte McGee verschiedene Kurse und Schulungen. Dazu gehörten unter anderem der Infantry Officer Basic Course, der Infantry Officer Advanced Course, die Ranger School, die Pathfinder School und das Command and General Staff College. Außerdem erhielt er akademische Grade von der Central Michigan University und der Stanford University.
In seinen jüngeren Jahren absolvierte er den für Offiziere in den niederen Rangstufen üblichen Dienst in verschiedenen Einheiten und Standorten. Im weiteren Verlauf seiner Laufbahn kommandierte er Einheiten auf fast allen militärischen Ebenen. Zwischenzeitlich wurde er auch als Stabsoffizier eingesetzt. Er begann seine Laufbahn in Fort Lewis im Bundesstaat Washington als Zugführer im 60. Infanterieregiment. Anschließend diente er in gleicher Funktion im 75th Ranger Regiment. Danach gehörte er in Fort Bragg einem Fallschirmspringer-Bataillon der 82. Luftlandedivision an. Es folgten weitere Verwendungen unter anderem erneut beim 75th Ranger Regiment als Stabsoffizier und Kompaniechef.
Joseph McGee nahm sowohl am Irakkrieg als auch am Krieg in Afghanistan teil. Nach seiner Rückkehr in die Vereinigten Staaten gehörte er für einige Zeit dem Stab des United States Joint Special Operations Commands in Fort Bragg an. Von 2006 bis 2009 diente er in der 101. Luftlandedivision, in der er ein Bataillon kommandierte. Danach wurde er Stabsoffizier beim Joint Chiefs of Staff, dem damals Admiral Michael G. Mullen vorsaß. Anschließend kommandierte McGee bis 2013 eine Brigade der 101. Luftlandedivision, mit der er erneut in Afghanistan eingesetzt war.
Nach seiner Rückkehr aus Afghanistan diente McGee im Stab des Heeresministeriums. Es folgte eine Versetzung nach Fort Hood zum Stab der 1. Kavalleriedivision. Von 2016 bis 2018 war er stellvertretender Kommandeur des United States Army Cyber Commands. Anschließend wurde er Leiter der Army Talent Management Task Force. Dieses Amt behielt er bis zum Jahr 2021. Im März 2021 übernahm Joseph McGee von Brian E. Winski das Kommando über die 101. Luftlandedivision, das er bis zum Juli 2023 innehatte, als er von Brett Sylvia abgelöst wurde. Danach wurde er zum Stab der Joint Chiefs of Staff versetzt, dem er bis heute (April 2024) angehört.

## Orden und Auszeichnungen
- Army Distinguished Service Medal
- Defense Superior Service Medal
- Legion of Merit
- Bronze Star Medal
- Defense Meritorious Service Medal
- Meritorious Service Medal
- Joint Service Commendation Medal
- Army Commendation Medal
- Joint Service Achievement Medal
- Army Achievement Medal
- Combat Infantryman Badge